# Île Clarion
Pour les articles homonymes, voir Clarion.
Clarion (en espagnol Isla Clarión) est la deuxième en importance des îles Revillagigedo, la plus occidentale et la plus excentrée de l'archipel, à 314 km à l'ouest de l'île Socorro et à 705 km au sud-ouest de Cabo San Lucas, au Mexique.

## Géographie
L'île fait 8,54 km sur 3,67 km pour une superficie de 19,80 km². Elle possède 3 pics proéminents. Le plus grand et le plus occidental de l'île, Monte Gallegos, s'élève à 335 mètres contre 280 m pour le pic central, Monte de la Marina et 292 mètres pour le pic oriental Pico de la Tienda. Les côtes sont bordées de falaises de 24 à 183 mètres de haut, à l'exception de la partie centrale de la côte sud avec Bahia Azufre, la baie de soufre, qui abrite une petite garnison mexicaine de 9 hommes.

## Histoire
Clarión fut découverte à la fin de 1542 par le navigateur espagnol Ruy Lopez de Villalobos. Mais à l'exception d'une redécouverte des îles Revillagigedo par Juan Fernandez de Ladrillero avant 1574 et un court séjour de l'aventurier Martín Yanez de Armida sur l'île qu'il renomma Socorro (1606), l'archipel fut négligé par les Espagnols et l'aperçu de l'ensemble des îles par Spilbergen en décembre 1615 semble ne pas avoir été noté ni en Espagne, ni en Nouvelle-Espagne. Clarion fut aperçue de nouveau par le corsaire britannique George Shelvocke à bord du Speedwell le 21 août 1721. 

### Origine du nom
Le nom de l'île vient du brick américain Clarion, commandé par le capitaine Henry Gyzelaar, qui commerçait dans le Nord-Pacifique aux alentours de 1820.